# Jamesonia cheilanthoides
Jamesonia cheilanthoides är en kantbräkenväxtart som först beskrevs av Olof Peter Swartz, och fick sitt nu gällande namn av Maarten J.M. Christenhusz. Jamesonia cheilanthoides ingår i släktet Jamesonia och familjen Pteridaceae. Inga underarter finns listade.